# Krty
Krty är en ort i Tjeckien.   Den ligger i regionen Mellersta Böhmen, i den västra delen av landet, 70 km väster om huvudstaden Prag. Krty ligger 439 meter över havet och antalet invånare är 103.
Terrängen runt Krty är platt åt nordost, men åt sydväst är den kuperad. Terrängen runt Krty sluttar norrut. Runt Krty är det ganska glesbefolkat, med 25 invånare per kvadratkilometer. Närmaste större samhälle är Podbořany, 15,4 km norr om Krty. I omgivningarna runt Krty växer i huvudsak blandskog.